# Olga Lepeixínskaia
Olga Vassílievna Lepeixínskaia (en rus: Ольга Васильевна Лепешинская; Kíev, 28 de setembre [C.J. 15 setembre] de 1916 – Moscou, 20 de desembre de 2008) fou una ballarina soviètica. Va ser nomenada Artista Popular de l'URSS el 1951.

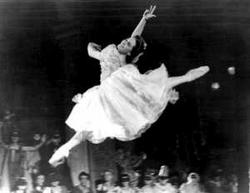
Lepeixínskaia com a Kitri a Don Quixot el 1940

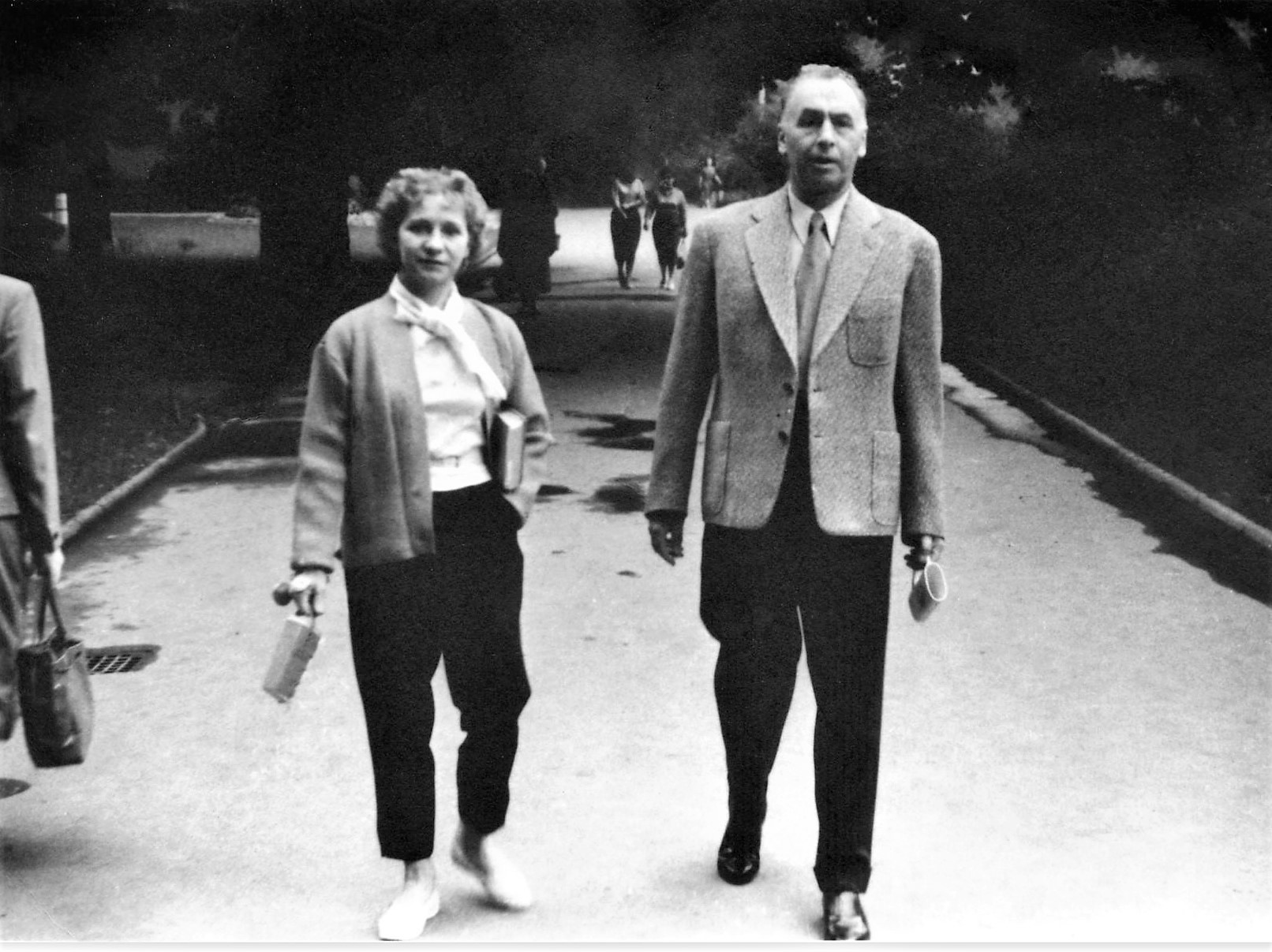
Lepeixínskaia amb Aleksei Antónov el 1960

Lepeixínskaia va néixer en una antiga família noble polonesa a Kíev, Imperi Rus (actualment capital d'Ucraïna). El seu avi, Vassili Pàvlovitx Lepeixinski, va ser arrestat com a membre de l'organització revolucionària Naródnaia Vólia. L'avi d'Olga, Vassili Vaissílievitx Lepeixinski, era un enginyer de ferrocarrils, un dels constructors del ferrocarril oriental xinès.
Des dels primers anys, Lepeixínskaia va mostrar el seu talent en la dansa i el 1925 va ser admesa a l'Escola Coreogràfica Bolxoi. Va aparèixer per primera vegada a l'escenari del Teatre Bolxoi amb deu anys, com un dels ocellets del ballet La filla de les neus de Ludwig Minkus. El 1932 va interpretar la Fada de Sucre del ballet El Trencanous de Piotr Ilitx Txaikovski.

## Prima ballarina
Lepeixínskaia es va graduar a l'Escola Coreogràfica Bolxoi i va començar a treballar al Teatre Bolxoi. Va començar com a Rosina en el ballet La filla mal custodiada (Тщетная предосторожность, amb música de diversos compositors) interpretat pel segon conjunt del teatre. El 1935, va interpretar el paper principal en l'estrena del ballet Tres homes grossos, amb música de Viktor Aleksandróvitx Oranski amb un llibret escrit per Ígor Aleksandróvitx Moisséiev basat en un conte de fades de Iuri Oleixa. El ballet es va fer molt popular i la ballarina, llavors amb divuit anys, es va fer famosa.
Lepeixínskaia va actuar en concerts privats al Kremlin de Moscou des dels disset anys. Va ser amiga de Polina Jemtxujina, esposa de Viatxeslav Mólotov. Va ser un gran xoc per a ella quan Jemtxujina va ser empresonada en un gulag. Lepeixínskaia era coneguda com la ballarina preferida de Ióssif Stalin i fins i tot es rumorejava que era la seva amant. El 1943 es va convertir en membre del Partit Comunista.
Lepeixínskaia es va casar amb un general del servei MGB de la intel·ligència soviètica, de nom Leonid Raikhman (conegut com a responsable de Nikolai Ivànovitx Kuznetsov). Raikhman va ser arrestat el 19 d'octubre de 1951 com a presumpte participant del complot sionista del MGB. Lepeixínskaia va afirmar que les seves crides a Stalin van salvar la vida del seu marit. El març de 1953, després de la mort d'Stalin, Leonid Raikhman va ser alliberat, rehabilitat i nomenat cap de la Comissió de Control de MVD. L'agost de 1953 va ser detingut novament, aquesta vegada per les seves pròpies invencions de casos criminals, tortures a presos i altres violacions de la "Llei socialista". Va ser condemnat a cinc anys de presó l'agost de 1956 però amnistiat el novembre de 1956. Després d'això va fer treballs de recerca en astronomia.
El febrer de 1940, el Ballet Kirov de Leningrad (avui en dia Sant Petersburg) va interpretar per primera vegada el ballet El Quixot, amb música de Ludwig Minkus, amb Lepeixínskaia com a Kitri. El ballet va ser tot un èxit. El 1941, quan es va establir el Premi Stalin, Olga Lepeixínskaia va ser una de les primeres guardonades del premi per la seva interpretació a El Quixot. Al llarg de la seva vida, Lepeixínskaia va rebre quatre premis Stalin.
Amb l'inici de la Gran Guerra Patriòtica (front oriental de la Segona Guerra Mundial), Lepeixínskaia es va convertir en membre de la brigada del Front del Teatre Bolxoi. La brigada va actuar prop de les línies del front, als hospitals, a Moscou i a Saràtov, on el Bolxoi va ser evacuat. Lepeixínskaia va ser membre de la brigada fins al final de la Segona Guerra Mundial. Les seves actuacions a prop dels camps de batalla es van filmar al documental soviètic Kontsert - Frontu (Concert al front de guerra) de 1941.
El 1942 es va organitzar el Comitè Antifeixista de la Joventut Soviètica. Lepeixínskaia va ser la vicepresidenta del comitè.
El 1943, va protagonitzar el paper d'Assol a l'estrena de Bolshoi de Veles escarlatas (Алые паруса, 2 de febrer de 1943) de Vladimir Iurovski. El 9 de maig estava amb la seva brigada Bolxoi amb les tropes soviètiques a Varsòvia. L'endemà va rebre una invitació per actuar a la producció del Bolxoi de la Ventafocs (Золушка) de Serguei Prokófiev. El ballet, representat per primera vegada el 21 de novembre de 1945, va ser el primer espectacle de postguerra al Bolxoi. Lepeixínskaia va guanyar el seu segon premi Stalin per la seva actuació. El tercer premi Stalin el va rebre per la seva interpretació a Les flames de París (Пла́мя Пари́жа, estrenada el 1932) amb música de Borís Assàfiev i el quart premi pel paper de Tao-Hoa a La rosella vermella (Красный цветок, estrenada el 1927), amb música de Reinhold Glière. El 1951 va rebre el títol d'Artista Popular de l'URSS juntament amb Galina Ulànova.

## Professora

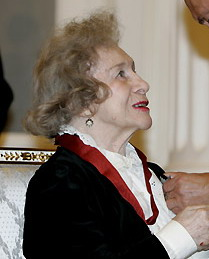
Lepeixínskaia el 2006

Es va casar per segona vegada amb el general soviètic Aleksei Antónov el 1956. El 1962, el seu marit va morir. El xoc nerviós va ser tan fort que es va quedar cega temporalment. Quan la seva visió va tornar, després d'un any de tractament, es va trobar que ni el Teatre Bolxoi ni l'Escola Bolxoi la necessitaven. Afortunadament, va trobar un lloc a la Komische Oper Berlin (Òpera Còmica de Berlín) on va treballar com a professora de ballet durant deu anys.
Després d'això, va treballar com a formadora en moltes companyies de ballet arreu del món. Durant trenta anys va exercir com a presidenta de competicions de ballet a Moscou. Va ser presidenta de l'Associació Coreogràfica Russa (des de 1992) i va ser la presidenta dels exàmens d'accés a l'Acadèmia Russa d'Arts Escèniques (durant els seus darrers cinquanta anys).
Va ajudar al pintor Ilia Glazúnov durant la seva carrera inicial (va ser increpada per organitzar la seva primera exposició) i el pintor va reconèixer que Lepeixínskaia havia estat la seva padrina en l'art.
Lepeixínskaia va morir d'un atac de cor el 20 de desembre de 2008 a Moscou a l'edat de 92 anys.

## Premis i guardons
- Orde del Mèrit de la Pàtria;
  - 2a classe (28 de setembre de 2006) - per contribucions destacades al desenvolupament de la coreografia nacional i molts anys de treball fructífer
  - 3a classe (12 de setembre de 1996) - per una contribució excepcional al desenvolupament de la cultura nacional
- Orde de Lenin (1971)
- Orde de la Revolució d'Octubre (1986)
- Orde de la Bandera Roja del Treball, dues vegades (1951, 1966)
- Orde de la Insígnia d'Honor (1937)
- Medalla "Per a la defensa de Moscou"
- Medalla "Per una tasca meritòria durant la Gran Guerra Patriòtica de 1941-1945"
- Artista del Poble de l'URSS (1951)
- Artista del Poble RSFSR (1947)
- Artista honorada de la RSFSR (1942)
- Premis Stalin;
  - 1a classe (1941) - per èxits destacats en el camp del ballet
  - 1a classe (1946) - per interpretar els papers titulars al ballet La Ventafocs
  - 1a classe (1947) - per la seva interpretació com a Juana al ballet Les flames de París
  - 2a classe (1950) - per la seva actuació com Tao Hoa al ballet La rosella vermella
- Agraïment del president de Rússia (2005)
- Medalla "Treballadors Veterans"
- Premi del Festival Mundial de la Joventut de Praga (1947)
- Premi "Soul Dance" de la revista "Ballet" al "Maestro of Dance" (2000)
- Medalla del Jubileu "Per un treball valent. Per commemorar el 100è aniversari del naixement de Vladimir Ilitx Lenin"
- Orde de la Bandera, amb diamants (Hongria)